# Balneari San Alvise vízibusz (Velence)
A velencei Balneari San Alvise jelzésű vízibusz Velence északi oldalát kötötte össze a Lidóval. A helyi lakosság hétvégi strandjárata volt a Lidóra. A viszonylatot az ACTV üzemelteti.

## Története
A vízibuszt 2012 május 26-án indították a helyi lakosság kiszolgálására. A járattal a Lidón található strandok egyszerűbb megközelítését biztosították. Kihasználatlanság miatt még az évben megszűnt.
A Balneari San Alvise járat története:
| Időszak | Járat- szám         | Megállók |
| ------- | ------------------- | --- |
| 2012    | Balneari San Alvise | San Alvise – Madonna dell’Orto – Fondamente Nove – Celestia – San Pietro di Castello – Lido, Santa Maria Elisabetta |

## Megállóhelyei
| sz. | idő (perc) | megállóhely neve                 | sz. | idő (perc) | látnivalók                        |
| --- | ---------- | -------------------------------- | --- | ---------- | --------------------------------- |
| 1   | 0          | San Alvise                       | 6   | 33         | San Alvise, Ospedale Psichiatrico |
| 2   | 2          | Orto                             | 5   | 31         | Madonna dell'Orto                 |
| 3   | 7          | Fondamente Nove "C"              | 4   | 26         | Gesuiti                           |
| 4   | 11         | Celestia                         | 3   | 22         | San Francesco della Vigna         |
| 5   | 20         | San Pietro di Castello           | 2   | 13         | San Pietro                        |
| 6   | 31         | Lido, Santa Maria Elisabetta "A" | 1   | 0          | Santa Maria Elisabetta            |